# Pellenes moreana
Pellenes moreana är en spindelart som beskrevs av Metzner 1999. Pellenes moreana ingår i släktet Pellenes och familjen hoppspindlar. Inga underarter finns listade i Catalogue of Life.